# Hermann Ehrhardt
Pour les articles homonymes, voir Ehrhardt et Ehrhardt (nom de famille).
Hermann Ehrhardt, né le 29 novembre 1881 à Diersburg et mort le 27 septembre 1971 à Brunn am Walde, est un officier de marine allemand qui commanda de 1918 à 1920 le Freikorps le plus célèbre d'après la Première Guerre mondiale, la II. Marine Brigade, ou brigade Ehrhardt, composée d'environ six mille hommes. Le capitaine Ehrhardt s'opposa à la république proclamée par des socialistes le 9 novembre 1918 pendant la révolution de novembre, et au régime parlementaire.

## Biographie
Hermann Ehrhardt naît dans la famille d'un pasteur du grand-duché de Bade. Il entre en 1899 comme cadet à la marine impériale. Il est nommé Enseigne de vaisseau de 2e classe en 1904 et participe sous les ordres du lieutenant-colonel von Estorff à la guerre contre les Hereros dans le Sud-Ouest africain allemand.En 1914, Lieutenant de Vaisseau, il commande la 20e demi-flottille de torpilleurs. Il combat pendant la bataille du Jutland où il coule le destroyer britannique HMS Nomad, mais perd un navire, le V 17. La demi-flottille est ensuite basée en octobre 1916 en Flandres et participe à plusieurs actions dans la Manche pour sécuriser les sous-marins. Il est promu capitaine de corvette en 1917 et commande à partir de septembre la IXe flottille de sous-marins, jusqu'à la fin de la guerre.
Il mène sa flottille à l'issue de la guerre à Scapa Flow, où elle se saborde en 1919, comme le reste des navires allemands, pour ne pas tomber aux mains des Anglais. Ehrhardt n'assiste pas au sabordage, car il est avec la plupart de ses hommes retourné auparavant à Wilhelmshaven. Il met fin à une grève révolutionnaire.

### La brigade Ehrhardt
Lorsqu'il retourne à Wilhelmshaven, Bernhard Kunt a proclamé la révolution à Oldenbourg, et les communistes mettent en place le 27 janvier 1919 la république des conseils de Wilhelmshaven. Le capitaine Ehrhardt rassemble trois cents soldats et prend d'assaut ce même soir la caserne de Wilhelmshaven qui regroupe un millier de marins révolutionnaires avec leur quartier général. La caserne tombe et des volontaires supplémentaires se forment. C'est le début de la II. Marinebrigade Wilhelmshaven, surnommée la brigade Ehrhardt, qui se met en place le 17 février 1919. Elle met le capitaine Ehrhardt à sa tête le 1er mars suivant. Lorsqu'elle est basée à Munich en avril-mai 1919, elle est composée de l' Offiziers-Sturm-Kompanie, de la compagnie de Wilhelshaven, des 3e et 4e régiments de marine, de la 1re et 2e compagnie de Minenwerfer, de la 1re et 2e compagnie de génie militaire, ainsi qu'une batterie d'obusiers (calibre 10,5 cm) et d'une batterie de canons de campagne (calibre 7,7 cm). Elle comprend alors environ 1 500 hommes.
La brigade reçoit l'ordre du général Maercker en avril 1919 de mettre fin à la révolte du Brunswick (de). La brigade ne rencontre pas de résistance significative, et la révolution échoue.
La capitaine Ehrhardt, qui a trente-sept ans, n'a pas admis l'abdication de la monarchie, il n'est pas non plus prêt à admettre les révolutions qui frappent l'Allemagne d'après-guerre et le nouveau pouvoir qui est alors aux mains de la coalition de Weimar, formée en particulier par les socialistes Scheidemann et Ebert. La brigade participe au retour à l'ordre dans le Centre de l'Allemagne et le 30 avril 1919 se trouve à Schleissheim pour combattre la révolution communiste à Munich. Les combats sont particulièrement brutaux contre les conseils ouvriers. La république des conseils de Bavière tombe sous la répression le 2 mai. La brigade est appelée ensuite à Berlin pour mettre fin aux grèves de juin, puis en août pour mater la première insurrection de Silésie, dans ce qui deviendra en octobre 1919 la Haute-Silésie.
À la fin de l'année 1919, la brigade est rejointe par des éléments venus des corps libres de la Baltique, si bien que son recrutement s'élève à 4 000 hommes. La fin de l'hiver 1919 et le début de l'année 1920 se passent pour la brigade au cantonnement à l'école militaire des troupes de Döberitz à Berlin. Ce temps de repos permet aux hommes d'évaluer la situation politique et de recevoir une formation en conséquence. Ehrhardt se radicalise devant la faiblesse des institutions qui ne peuvent garantir le retour à la stabilité. Il pense à une « marche sur Berlin ».

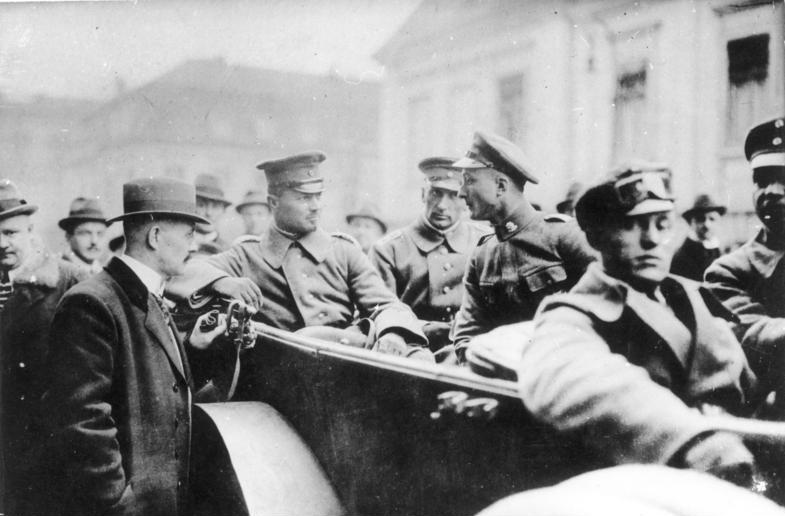
Le capitaine Ehrhardt (à gauche dans l'automobile) à l'époque du putsch de Kapp.

Le général von Lütwitz qui commande depuis octobre 1919 le Reichswehrgruppenkommando I. de Berlin et l'homme politique Wolfgang Kapp entrent en contact avec lui pour planifier un putsch afin de renverser la république. Le traité de Versailles, qui a provoqué la démission du chancelier socialiste Scheidemann, nourrit le mécontentement de l'armée, car les conditions imposées par l'Entente sont considérées non seulement comme humiliantes, mais aussi ruineuses économiquement pour le pays. Le gouvernement allemand, soucieux d'apaisement avec les Alliés, ordonne la dissolution des Freikorps et de la brigade Ehrhardt en mars 1920, ce à quoi elle s'oppose. Lüttwitz élève des protestations officielles, demandant la démission du gouvernement et du ministre-président du Reich, tandis qu'Erzberger, ministre des Finances détesté par les anciens combattants fustige l'esprit anti-démocratique qui anime une partie de la société, réticente à ses réformes fiscales d'austérité visant à remplir les conditions de réparations imposées par le traité de Versailles. Lütwitz est révoqué, ce qui provoque le putsch de Kapp. Lüttwitz se met à la tête de la brigade Ehrhardt le 13 mars et marche sur le quartier des bâtiments gouvernementaux. Ebert et le gouvernement de Gustav Bauer s'enfuient à Dresde, puis à Stuttgart. Mais il appelle à une grève générale contre le putsch qui échoue au bout de quelques jours, le 17 mars.
La brigade Ehrhardt retourne à son cantonnement de Döberitz et le 30 mars 1920 le capitaine de corvette Ehrhardt passe une dernière fois ses troupes en revue. Il démissionne de la Marine le 10 septembre 1920 et la brigade se disperse le 31 mai 1921. L'emprisonnement est requis contre Erhardt, mais il trouve refuge à Munich.Il  est finalement laissé libre.

### Après la dissolution de la brigade
Lorsque la brigade est dissoute, le capitaine Ehrhardt ordonne à ses hommes de rejoindre la Reichswehr. Certains retournent à la vie civile, tandis que d'autres retournés également à la vie civile forment une société secrète informelle au début, appelée Organisation Consul, et décrite dans le roman autobiographique d'Ernst von Salomon, Les Réprouvés. Celle-ci se radicalise encore plus, alors que la société allemande s'effondre et que l'hyperinflation s'installe. Les conjurés fomentent l'assassinat d'Erzberger le 26 août 1921, et du ministre des Affaires étrangères Walter Rathenau, le 24 juin 1922, tandis que Scheidemann en réchappe. Ces actions sont menées par d'anciens officiers d'Ehrhardt (Kern, Fischer, Plaas), mais lui-même n'en est pas informé auparavant et n'y participe pas. Il s'enfuit tout de même en Hongrie, mais à son retour en Allemagne il est emprisonné en novembre 1922.
Ehrhardt fait la connaissance en prison du lieutenant de vaisseau Eberhard Kautter et décide de planifier la réorganisation d'une ancienne ligue de droite modérée de Bavière, dénommée le Neudeutsche Bund (la fédération de la nouvelle Allemagne) et d'en faire une organisation radicale dénommée la fédération Viking. Celle-ci qui atteint dix mille hommes est ramifiée dans toute l'Allemagne. Ehrhardt s'évade de prison, en juin 1923. Il se réfugie en Suisse, puis gagne Munich le 29 septembre 1923. Il soutient désormais Gustav von Kahr qui a les pleins pouvoirs en Bavière lorsque ce dernier est informé de la préparation du putsch de la Brasserie fomenté par Hitler et Ludendorff en novembre 1923.
Ehrhardt réalise alors, après le putsch de Munich, que d'autres mouvements plus extrémistes que le sien sont prêts à renverser le régime, et qu'ils le considèrent comme un traître car il s'est opposé à Hitler. La fédération Viking perd toute crédibilité aux yeux des activistes. Ehrhardt part pour l'Autriche en avril 1924 et ne rentre en Allemagne qu'en octobre 1926, après l'amnistie prononcée par Hindenburg.
Son nom figure ensuite sur la liste de ceux qui doivent être éliminés pendant la nuit des Longs Couteaux. Il est mis au courant que des SS doivent l'assassiner, et parvient à s'enfuir. Il s'installe plus tard en Suisse, puis en Autriche en 1936. Il y acquiert le domaine de Brunn am Wald, près de Krems-sur-le-Danube. Il se consacre à l'exploitation agricole du domaine et n'est plus actif en politique jusqu'à sa mort en 1971.

## Famille
Hermann Ehrhardt épouse le 13 août 1927 la princesse Margarethe Viktoria zu Hohenlohe-Öhringen (1894-1976) à Neuruppin. De cette union sont issus Marie Élisabeth et Hermann Georg.
Il obtient la citoyenneté autrichienne en 1948. Il est enterré avec son épouse au cimetière de Lichtenau im Waldviertel.